# Phelsuma mutabilis
Phelsuma mutabilis este o specie de șopârle din genul Phelsuma, familia Gekkonidae, descrisă de Grandidier 1869. A fost clasificată de IUCN ca specie cu risc scăzut. Conform Catalogue of Life specia Phelsuma mutabilis nu are subspecii cunoscute.